# Євік
Євік (іноді Йовік, норв. Gjøvik) — містечко у фюльке Іннланнет, Норвегія. Адміністративний центр комуни Євік.  

## Етимологія
Місто називається на честь старої ферми Євік (давньонорвезька: Djúpvík — Дʼюпвік), що складається з елементів djúpr «глибокий/глибока» та vík «затока».

## Герб
Герб був наданий 2 вересня 1960 р. На озброєннях показаний білий лебідь (Лебідь). Колишній герб, прийнятий у 1922 році, був липовим деревом, із гаслом «Vis et voluntas» (означає «Сила і воля») на нижній частині щита. Наступним дизайном була так звана ваза «potpourri», найважливіший дизайн скляних виробів, який був фінансовим інститутом міста.

## Географія
Поряд із Гамаром, Ліллегаммером, Брумунндалом та Моельвом, Євік — одне з міст, що розташоване на березі озера М'єса. Адміністрація міста Йовік також охоплює територію передмістя Гунндалін та сільські райони Бірі, Снертингдал та Вардал. Міське населення — 28807 осіб (2010). Близько 16 000 людей живуть у міській місцевості. Йовік межує з півночі муніципалітетом Ліллегаммер, на півдні — Естре-Тутен та Вестре-Тутен, а на заході — Сеннре-Ланн та Нурре-Ланн. Через озеро Мйоса на схід розташований муніципалітет Рингсакер у Гедмарку. Найвища точка — Рінгсрудасен з висотою 842 метрів (2762 футів).

## Історія
1861 року село Євік у комуні Вардал отримало статус міста і відтоді має місцеву адміністрацію.

## Економіка
Євік багато в чому завдячує своєму ранньому розвитку місцевим скляним заводам, які створені там Каспар Кауфельдтом в 1807 році. На початку 19 століття до міста відбулася значна імміграція з Вальдреса та Західної Норвегії, що сприяла росту Йовік. У 1861 році йому було надано міську хартію. Місцева компанія O. Mustad & Son згодом стала провідним виробником риболовних гачків у світі.
Сьогодні Hoff Potetindustrier, Hunton Fiber і Natre Vinduer — це деякі промислові компанії, що працюють від Йовік. Місто також є портом для колишнього транспортного судна «Скібладнер», який зараз є туристичним судном. Перша місцева газета — Oppland Arbeiderblad. Вона була заснована в 1924 році, коли Лейбористська партія втратила свою газету в місті Нід Даг, до комуністів. У той час у Вестопланді було кілька щоденних газет, однак Oppland Arbeiderblad тепер один, після того, як Самхольд збанкрутував у 1998 році.
Євік має два відомі готелі: Гранд-готель та готель Странн (Strand). Було проведено три значні концерти в історії Євіка, у яких зіграли роль Тото, Роббі Вільямс та Браян Адамс (червень 2011 р.).

## Релігія

### Церква в Євіку
Дерев'яна церква міста Євіка (Gjøvik kirke) споруджена за проєктом архітектора Якоба Вільгельма Нурдана в 1881—1882 рр. І церковні будівлі, і світильники розроблені в архітектурі готичного відродження. Зовнішня частина церкви має контрастні кольори на поверхні стін і опорних конструкцій. Вівтар був написаний художником, Аста Неррегаард. У церковному дворі стоїть пам'ятник пам'яті лютеранського місіонера Пол Олаф Боддинг. Церква була декілька разів відновлена в 1927, 1960, 2004—2005 та 2009 роках.

## Пам'ятки

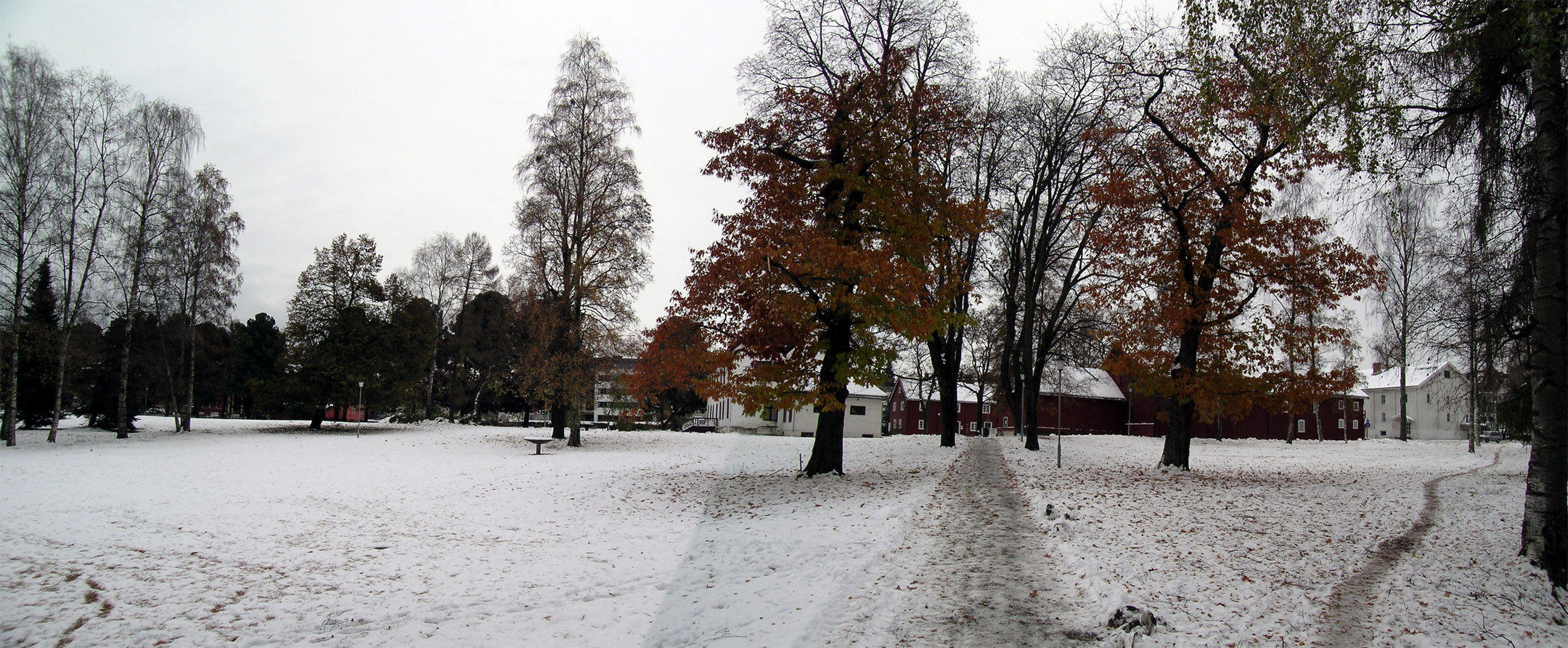
Park at the Gjøvik farm

- Найбільша у світі арена, висічена в камені, називається Олімпійська зала Євіка (норв. Fjellhallen), розташована в місті. Це було одне з місць змагань із хокею на зимових Олімпійських іграх 1994 року в Ліллегамері.
- Фермерське господарство Євіка
- Скляна фабрика «Євік»
- Культурно-історичний музей Ейктуне
- Найстаріший пароплав у світі — який постійно знаходиться на регулярній основі, PS Skibladner
- Biri Travbane
- «Захоплююче» Richard Deacon (скульптор)[en]
- Park at the Gjøvik farm

## Демографічні показники
| Походження         | Кількість |
| ------------------ | --------- |
| Польща             | 439       |
| Сомалі             | 283       |
| Ірак               | 243       |
| Боснія-Герцеговина | 197       |
| Іран               | 194       |
| Сирія              | 178       |
| Еритрея            | 171       |
| Литва              | 156       |
| Швеція             | 143       |
| Китай              | 125       |
| В'єтнам            | 114       |
| Косово             | 106       |

## Відомі люди з Євіка
- Paul Olaf Bodding (1865—1938), місіонер в Індії
- Per A. Borglund (нар.1961), редактор
- Kjell Ola Dahl (нар.1958), письменник
- Gro Hammerseng (нар. 1980), гандболістка
- Harold Harby (1894—1978), Лос-Анджелес, Депутат міської ради, штат Каліфорнія, народився в Йовіку
- Nora Foss al-Jabri (нар. 1996), норвезька співачка, що пройшла до фіналу Melodi Grand Prix, норвезького відбору до пісенного конкурсу Євробачення
- Ingvild Flugstad Østberg (нар.1990), норвезька гірськолижниця
- Ole Evinrude (19 квітня 1877 р. — 12 липня 1934 р) народився в Хундандалі в муніципалітеті Вардаль (нині Йовік) був винахідником Норвегії-Америки, відомий винахід — перший підвісний мотор з практичним комерційним застосуванням.
- Anna Lotterud (нар.1989), співачка, композитор

## Міжнародні зв'язки

### Міста-побратими
- — Альфтанес, Столичний регіон, Ісландія
- — Джеле, округ Джевлеборг, Швеція
- — Нашвед, Регіон Сьєлланн, Данія
- — Раума, Ленсі-Суомі, Фінляндія
- — Стоутон, штат Вісконсин, США